# Communauté de communes de la Plaine de la Sauer et du Seltzbach
Die Communauté de communes de la plaine de la Sauer et du Seltzbach ist ein ehemaliger Zusammenschluss von 10 Gemeinden im französischen Département Bas-Rhin der französischen Region Elsass. Die Communauté de communes wurde 1982 gegründet und löste damals den erst zwei Jahre alten interkommunalen Dachzweckverband Syndicat intercommunal à vocations multiples (SIVOM) cantonal de Seltz ab.
Der Gemeindeverband fusionierte mit Wirkung vom 1. Januar 2014 mit der Communauté de communes de Seltz - Delta de la Sauer und der Communauté de communes de la Lauter und bildete so die neue Communauté de communes de la Plaine du Rhin.

## Mitglieder
- Beinheim
- Buhl
- Crœttwiller
- Kesseldorf
- Mothern
- Niederrœdern
- Schaffhouse-près-Seltz
- Siegen
- Trimbach
- Wintzenbach